# Liste der Listed Buildings in Corrie (North Ayrshire)
In dieser Liste sind sämtliche Baudenkmäler in der schottischen Ortschaft Corrie auf der Insel Arran in North Ayrshire zusammengefasst. Die Bauwerke sind anhand der Kriterien von Historic Scotland in die Kategorien A (nationale oder internationale Bedeutung), B (regionale oder mehr als lokale Bedeutung) und C (lokale Bedeutung) eingeordnet. Derzeit gibt es in Corrie sechs Denkmäler der Kategorie B und drei aus der Kategorie C.

## Denkmäler
| Name               | Typ         | Lage                           | Kategorie | Eintrag | Bild                             |
| ------------------ | ----------- | ------------------------------ | --------- | ------- | -------------------------------- |
| Craegard           | Villa       | 55° 37′ 57,6″ N, 5° 8′ 17,2″ W | B         | 6783    |                                  |
| Corrie Church      | Kirche      | 55° 38′ 48,4″ N, 5° 8′ 31,8″ W | B         | 7485    | Corrie Church                    |
| Corrie Harbour     | Hafen       | 55° 38′ 43,4″ N, 5° 8′ 27,4″ W | C         | 7487    | Corrie Harbour                   |
| Cromla House       | Villa       | 55° 38′ 30,5″ N, 5° 8′ 22,8″ W | C         | 7504    |                                  |
| High Corrie        | Wohngebäude | 55° 38′ 1,8″ N, 5° 8′ 33,5″ W  | B         | 7505    | High Corrie                      |
| Corrie Hotel       | Hotel       | 55° 38′ 35,9″ N, 5° 8′ 21,4″ W | B         | 12883   | Corrie Hotel                     |
| Corrie House       | Villa       | 55° 38′ 37,1″ N, 5° 8′ 21,6″ W | B         | 12884   | Corrie House am rechten Bildrand |
| Corrie Free Church | Kirche      | 55° 38′ 22,1″ N, 5° 8′ 21,5″ W | B         | 13436   | Corrie Free Church               |
| Heathfield         | Villa       | 55° 38′ 21,6″ N, 5° 8′ 23,7″ W | C         | 13437   |                                  |

- Karte mit allen Koordinaten:
- OSM |
- WikiMap